# 毛脉华岩扇
毛脉华岩扇（学名：Shortia sinensis var. pubinervis）为岩梅科岩扇属下的一个变种。

## 扩展阅读
- 維基物種上的相關：毛脉华岩扇